# Neohelice granulata
Neohelice granulata, ou Catanhão, é uma espécie de caranguejo da família Varunidae geralmente encontrado em zonas entremarés, estuários, pântanos salgados e manguezais do sudeste do Oceano Atlântico.
Caracterizam-se por serem caranguejos de corpo achatado, com porte médio e carapaça "quadrada",pernas lisas, apenas com algumas granulações na face externa das garras, olhos nas bordas ântero-laterais da carapaça, lisa e com dois chanfros rasos nas bordas. Sua coloração pode variar de acordo com sua alimentação, entretanto é geralmente marrom-alaranjada, com pernas e garras mais claras. 
Observar seu abdômen, de coloração rosada e localizado dobrado sobre a porção ventral da carapaça, pode ser a maneira mais fácil de distinguir seu sexo. Enquanto as fêmeas da espécie possuem abdómen largo, onde incubam ovos, nos machos o abdómen é mais estreito. As garras maiores e mais robustas dos machos também podem servir ao dimorfismo sexual da espécie.
O desenvolvimento dos ovos de neohelice granulata demora cerca de 30 dias. Durante o período reprodutivo, esse caranguejo lança milhares de larvas planctômicas na água para serem levadas pela correnteza até o mar, aonde permanecem por semanas para desenvolverem-se.         
Onívoros detritívoros, sua base alimentar é constituída por vegetais presentes nos estuários, insetos e outros pequenos animais.